# Garden of Solace
『Garden of Solace』（ガーデン・オブ・ソレース）は、2014年8月20日にGIZA studioから発売されたWAR-EDの1stアルバム。

## 概要
8曲中3曲は元メンバーで現在はBlanky Pumpkinとして活動している鶴澤夢人による編曲。「争わない世界に今、花が咲く -Garden of Solace ver.-」はインディーズ時代のミニアルバム「Essence of the Heart」収録曲で、セルフアレンジを岡本仁志によってブラッシュアップさせた。

## 収録曲
1. 終わらない物語
2. 争わない世界に今、花が咲く -Garden of Solace ver.-
3. ゆずれない夢
KAB夏の高校野球2014 応援ソング
4. 光を探して ～未来の君へ～
5. Maria
6. Lonely Drive
7. I Wanna Rock With You Tonight
8. P.S. I Love You

作詞・作曲：山下慎司(#ALL)
編曲：岡本仁志(#1, 2)、安部智樹(#3, 4, 5)、鶴沢夢人(#6, 7, 8)